# Carpacoce burchellii
Carpacoce burchellii är en måreväxtart som beskrevs av Christian Puff. Carpacoce burchellii ingår i släktet Carpacoce och familjen måreväxter. Inga underarter finns listade i Catalogue of Life.